# Köln-Worringen
Worringen (Nederlands: Woeringen) is een plaats aan de linkeroever van de Rijn ten noorden van Keulen. Het aantal inwoners van Worringen is iets meer dan 10.000. Worringen is vastgegroeid aan het iets noordelijker liggende Dormagen, maar is (sinds 1922) onderdeel (Nr. 612) van de gemeente Keulen, deelgemeente nr. 6 Chorweiler.

Ligging Worringen in Köln-Chorweiler

Sinds de Eburonen rond 500 v.Chr. in de streek rond Worringen gingen wonen, is het steeds bewoond geweest.
Worringen is vooral bekend van de Slag bij Woeringen op 5 juni 1288. De aartsbisschop van Keulen had de burcht van Woeringen bezet, maar werd daaruit verdreven door hertog Jan van Brabant. Willem II werd hier op 3 oktober 1247 gekozen tot koning van het Heilige Roomse Rijk.

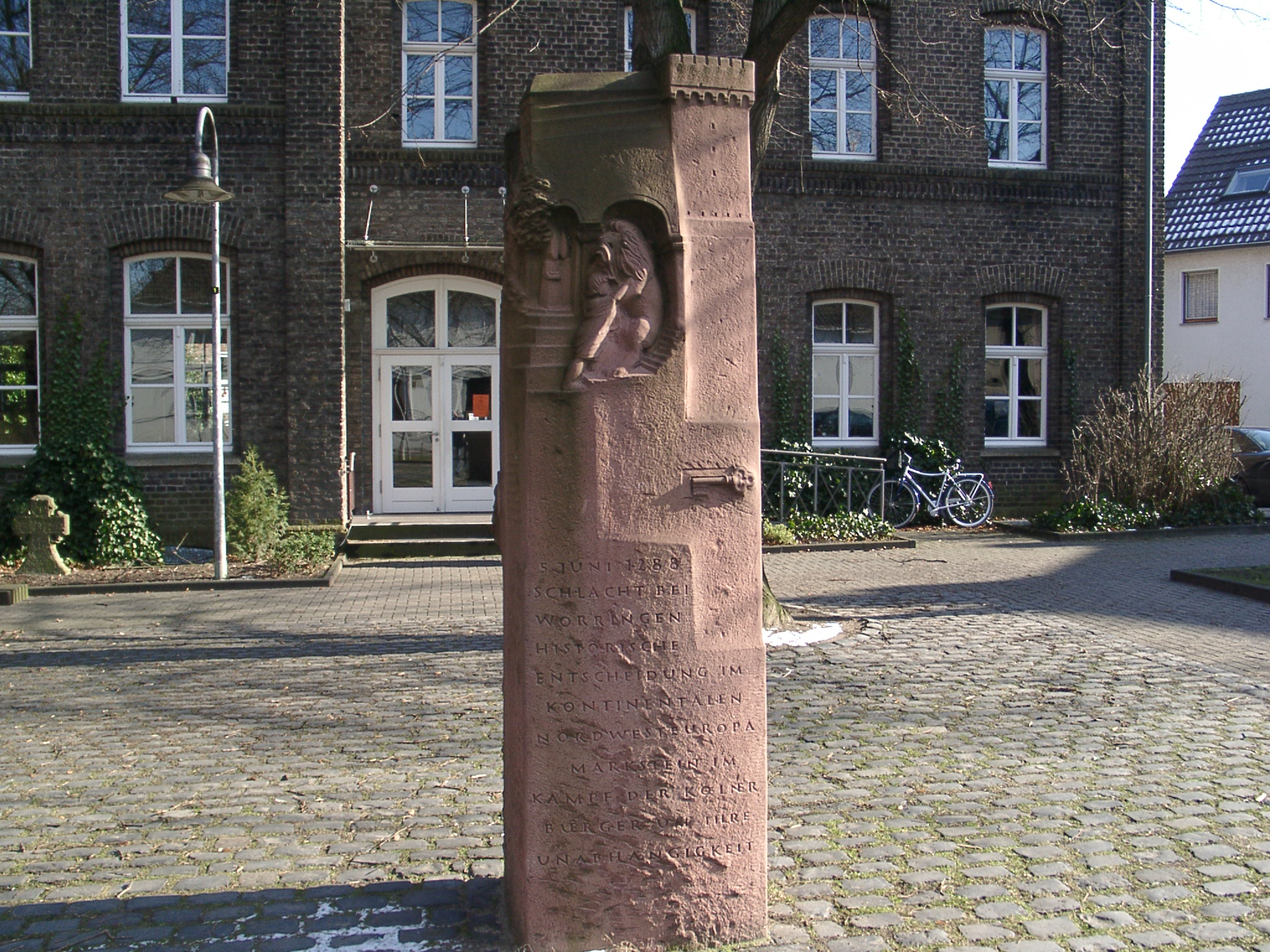
Monument voor de Slag bij Woeringen